# Амосов, Алексей Мефодиевич
Алексей Мефодиевич Амосов (1896, с. Вшиги, Брянская губерния — 26 ноября 1937) — русский революционер, советский партийный, государственный и профсоюзный деятель.

## Биография
С 1907 по 1914 был рабочим в разных отраслях производства. С молодости участвовал в революционном движении. Подвергался гонениям со стороны царских властей. С 1914 года — член РСДРП(б). До 1916 вёл нелегальную партийную работу.
В 1916 был арестован, заключён в тюрьму, где и оставался до Февральской революции.
В 1917—1919 г. — на ответственной работе в профессиональном движении, сначала — среди железнодорожников Московского железнодорожного узла, секретарь, товарищ председателя Союза мастеровых и рабочих.
В 1920—1921 избирался членом ЦК Союза железнодорожников и водников, затем — товарищ председателя ЦК профсоюза железнодорожников (1921—1922). С 1922 г. — ответственный секретарь того же ЦК.
С апреля по ноябрь 1921 г. был председателем Южного бюро Областного комитета транспортников (Харьков). Затем до 1922 г. руководил Южным областным комитетом транспортников Украинской ССР.
В 1922—1929 г. избирался членом Моссовета, ЦИК, ВУЦИК, ВЦИК, работник НКПС. Член Президиума ВЦСПС (1925—1933).
В 1929—1933 г. работал председателем ЦК Союза железнодорожников.
Был членом коллегии Народного комиссариата путей сообщения, в 1931 г. — заместителем народного комиссара путей сообщения.
С 13 июля 1930 до 26 января 1934 — кандидат в члены ЦК ВКП(б).
В 1933—1937 годах работал начальником Северной железной дороги, затем — Калининской железной дороги.
10 августа 1937 года арестован, обвинён в участии в антисоветской правотроцкистской террористической организации в системе НКПС. 25 ноября 1937 г. осуждён и на следующий день расстрелян.
Место захоронения: Москва, Новое Донское кладбище.
Реабилитирован посмертно в ноябре 1956 г.

## Награды
- Орден Ленина (1936)